# Togolika
Il Togolika (in russo Тоголика?) è un fiume della Russia siberiana occidentale, affluente di destra del Ket'. Scorre nel Verchneketskij rajon dell'Oblast' di Tomsk.
Il fiume ha origine da un piccolo lago nell'area della palude Chagisa (болото Чагиса), nella pianura del Ket' e del Tym (pianura Ketsko-Tymskaja, Кетско-Тымска равнина), e scorre dapprima con direzione meridionale, poi sud-occidentale, parallelamente al corso del Ket', attraverso una zona paludosa; sfocia nel medio corso del Ket' a 547 km dalla foce. Il fiume ha una lunghezza di 200 km; il suo bacino è di 2 540 km².